# Durrow
Durrow (iriska: Darú) är en liten ort i grevskapet Laois på Irland. Durrow ligger vid vägarna N8 och N77 i den södra delen av grevskapen. Floden Erkina flyter förbi staden.